# Au pays des ours
Pour plus de détails, voir Fiche technique et Distribution.
Au pays des ours (Bear Country) est un court métrage documentaire américain de James Algar, produit par Walt Disney Pictures et sorti en 1953. Il fait partie de la série de documentaires True-Life Adventures.

## Fiche technique
- Titre original : Bear Country
- Titre français : Au pays des ours
- Réalisation : James Algar
- Scénario : James Algar
- Effets d'animation : Joshua Meador
- Photographie : Alfred Milotte
- Montage : Lloyd L. Richardson
- Production : Ben Sharpsteen
- Pays d'origine : États-Unis
- Format : Couleurs - 35 mm - 1,37:1 - Mono
- Genre : Court métrage documentaire
- Durée : 33 minutes
- Date de sortie :
  - États-Unis : 5 février 1953

## Distribution
- Winston Hibler : narrateur

## Distinctions
- Oscars 1954 : Oscar du meilleur court métrage en prises de vues réelles

## Production
Lors d'un voyage en août 1948 en Alaska, Walt rencontre Alfred Milotte, propriétaire d'un magasin d'appareils photos et sa femme institutrice Elma. Ils engagent une discussion sur les documentaires consacrés à l'Alaska dont le résultat sera le poste de photographe sur la série de documentaires animaliers True-Life Adventures. Le premier épisode est L'Île aux phoques (On Seal Island) sorti en décembre 1948, suivi par La Vallée des castors durant l'été 1950. Plusieurs courts métrages sont réalisés dans cette série grâce à des séquences tournées par des naturalistes photographes.
Au pays des ours comme tous les moyens métrages de la série True Life Adventures, d'une durée d'environ 30 minutes chacun, a été diffusé au cinéma conjointement à un long métrage du studio.
Steven Watts évoque l'importance des comparaisons positives comme négatives entre les animaux présentés dans la série True Life Aventures et la vie américaine de l'époque par les critiques, et certains se plaignent de la mise en scène par le studio. Pour Au pays des ours, une critique mentionne une ours et son petit comme un bon exemple de mère, un peu vieille école dans sa façon de demander une obédience immédiate.